# Breakout: Video Singles
 (mai 2018).
 (mai 2018).
Albums de Bon Jovi
Slippery When Wet: The Videos
(1987)
Breakout: The Singles est la première compilation vidéo du groupe de rock Bon Jovi contenant 6 clips musicaux. Les vidéos sont les singles sortis sur les deux premiers albums du groupe, Bon Jovi et 7800° Fahrenheit.

## Liste des titres
Liste des titres :
1. In and Out of Love (réalisé par Martin Kahan)
2. Only Lonely (réalisé par Jack Cole)
3. Silent Night (réalisé par Marcelo Epstein)
4. She Don't Know Me (réalisé par Martin Kahan)
5. Runaway (réalisé par Michael Cuesta)
6. The Hardest Part Is the Night (live)

## Personnel
- Jon Bon Jovi - chant, guitare
- Richie Sambora - guitare solo, chœurs
- David Bryan - claviers, chœurs
- Alec John Such - basse, chœurs
- Tico Torres - batterie, percussion